# 広島東洋カープ主催試合の地方球場一覧
広島東洋カープ主催試合の球場一覧では、プロ野球・広島カープ→広島東洋カープが、旧本拠地の広島市民球場や現本拠地のMAZDA Zoom-Zoom スタジアム広島、これら以外で公式戦を主催した野球場を列記する。尚、データは全て1989年以降のものである。また、球場に愛称が付いている場合はその球場の愛称で表記（フランチャイズ制度が導入された1952年から）。

## 一軍

### 広島県（保護地域）
- 広島県総合グランド野球場（1950年 - 1957年7月）
- 広島市民球場（1957年7月 - 2008年）
- MAZDA Zoom-Zoom スタジアム広島（2009年 - 現在）

#### 広島県
- 福山三菱電機球場（1950年）
- 尾道西高校グラウンド（1950年、1953年）
- 呉市二河野球場（鶴岡一人記念球場）（1951年 - 1957年、1993年 - 1999年、2007年 - 2010年、2012年 - 2014年、2016年、2018年）1995年と1996年は2試合開催、1997年は2試合中1試合雨天中止
- 福山市民球場（1952年 - 1957年）
- 呉市営広町球場（1952年）
- 三次市営球場（1954年 - 1957年）
- 十日市町営球場（1952年、1953年）
- 大竹警察学校グラウンド（1953年）
- 西条御建公園野球場（1953年 - 1956年）
- 福山市竹ヶ端運動公園野球場（1984年、1988年 - 2001年、2003年 - 2008年、2010年）2006年は雨天中止
- 広島県立びんご運動公園野球場（しまなみ球場）（2002年 - 2009年、2011年、2013年、2015年、2017年）
- みよし運動公園野球場（三次きんさいスタジアム）（2009年、2011年［雨天中止］- 2012年、2014年 - 2019年）2009年はこけら落とし

#### 北海道
- 函館市民球場（1950年、1951年）
- 札幌市営中島球場（1951）
- 札幌市円山球場（1952年、1986年）他年度でも巨人などの主催試合でのビジターチームとしての使用歴あり
- 苫小牧市営球場（1953年）
- 滝川町営球場（1953年）
- 旭川スタルヒン球場（1985年 - 1987年）2016年は日本ハム主催のセ・パ交流戦で使用
- 千代台公園野球場（オーシャンスタジアム）（1988年、1998年、2002年）1988年は1試合、1998年と2002年は2試合開催

### 東北

#### 青森県
- 青森県営野球場（1988年）

#### 岩手県
- 盛岡市営野球場（1952年）
- 岩手県営野球場（1987年、1991年 - 1996年、1998年 - 1999年、2001年 - 2003年［雨天中止］）

#### 宮城県
- 宮城球場 （現：楽天モバイルパーク宮城）（1950年、1951年、1997年、1999年、2002年）2002年は2試合開催
  - 宮城球場での主催試合は東北野球企業との共催だった。同球場ではセ・リーグ地方開催及びセ・パ交流戦における楽天主催のビジターゲームでの使用機会もある。

#### 秋田県
- 秋田県営手形野球場（1951）
- 秋田市八橋運動公園硬式野球場（秋田市営八橋球場）（現：さきがけ八橋球場）（1989年、1991年、1993年、1995年、1997年、1999年、2002年［雨天中止］）2試合開催、1999年と2002年は1試合開催
- 秋田県立野球場（こまちスタジアム）（2003年）2試合開催、こけら落とし

#### 山形県
- 山形市営球場（1950、1951）
- 山形県野球場（現：ヤマリョースタジアム山形）（1990年、1993年、1999年）1990年は2試合開催

#### 福島県
- 福島県営あづま球場（1987年、1990年 - 1999年、2001年［雨天中止］、2003年）
- あいづ球場（1990年）※同球場で公式戦が開催された唯一の試合。この試合で江藤智がプロ初本塁打、初打点を記録。
  - 1990年 - 2000年代前半頃までは東北地方ではホーム・ビジター共に多く試合を行っており、「二軍本拠地を東北に」という話が出たほどだった。

### 関東

#### 群馬県
- 沼田町公園球場（1950）
- 群馬県立敷島公園野球場（現：上毛新聞敷島球場）（1989年）
  - 対ヤクルト戦を開催。

#### 千葉県
- 小見川町営球場（1950）

#### 東京都
- 後楽園球場（1950、1951）
- 明治神宮野球場（1969年）
  - 対アトムズ戦と開催。

### 中部

#### 長野県
- 長野オリンピックスタジアム（南長野運動公園野球場）（2000年、2015年）
- 松本市野球場（2000年）

#### 岐阜県
- 長良川球場（1991年 - 1997年［1996年は1試合雨天中止］）1995年は3試合、それ以外は2試合開催
  - 長良川球場での試合は全て中日ドラゴンズ戦であり、広島ファンのみならず中日ファンの集客も目的とした開催であった[1]。

### 愛知県
- 中日球場（1950）
- 刈谷市営グラウンド → 刈谷球場（1950）
- 鳴海球場（1950）

### 北陸

#### 新潟県
- 鳥屋野運動公園野球場（1986年、1989年）
- 新潟県立野球場（HARD OFF ECOスタジアム新潟）（2009年、2012年）いずれの年も2試合開催、2009年は同球場のこけら落とし

#### 富山県
- 県営富山野球場（1950、1953年）
- 富山市民球場アルペンスタジアム（1992年、1994年、1996年、1998年、2000年、2002年、2004年、2006年、2008年、2011年、2015年）1992年 - 1998年は2試合開催

#### 石川県
- 石川県営兼六園野球場（1950、1953年、1954年）
- 石川県立野球場（1992年、1994年 - 1995年、1997年、2001年、2008年）2001年は2試合開催

#### 福井県
- 福井市営球場（1950、1953年）
- 福井県営球場（1995年 - 1998年［1997年は雨天中止］、2000年、2002年、2004年、2006年、2008年、2011年）東出輝裕、天谷宗一郎、横山竜士等福井出身のカープの選手は多く、応援が盛り上がる。
  - 北陸での主催試合は阪神戦がほとんどだが、2001年に金沢で行われた2試合のみ横浜戦であった。
  - 金沢、富山、福井では中日主催試合の対戦相手となることもある。

### 近畿

#### 滋賀県
- 滋賀県立彦根球場（1951年）

#### 大阪府
- 日本生命球場（1950年、1951年）
- 大阪スタヂアム（1951年）

#### 兵庫県
- 甲子園球場（1950年、1951年）

### 中国

#### 岡山県
- 岡山県野球場（1952年 - 1956年、1971年 - 1994年）
- 岡山県倉敷スポーツ公園野球場（マスカットスタジアム）（1995年 - 2007年）1996年、1999年、2002年、2005年は2試合、1997年 - 1998年と2006年は3試合開催

#### 鳥取県
- 米子市民球場（現：どらドラパーク米子市民球場）（1999年、2001年、2003年［1試合雨天中止］、2005年 - 2007年、2010年、2014年）2試合開催

#### 島根県
- 浜田市設野球場（1952年）

#### 山口県
- 徳山市営毛利球場（1950、1953年）
- 防府市営球場（1953年、1957年）
- 宇部市営恩田野球場 → 宇部市野球場（ユーピーアールスタジアム）（1953年、1955年、1957年、1998年 - 1999年）
- 下関市営球場（1955年、1956年）
- 山口市民球場（1955年、1956年）
- 岩国市民球場（1956年）
- 萩市民球場 (1957年)
- 徳山市野球場（1983年、1985年、1987年）
  - 倉敷、米子での試合は殆どが阪神戦である（阪神戦以外が2球場で行われたのは倉敷では2000年の中日戦、2005年のソフトバンク戦、2006年の楽天戦とヤクルト戦、米子では2006年の中日戦のみ）。
  - 岡山、倉敷での阪神戦は同年に阪神主催と広島主催の両方が開催された例もある。また2024年のオープン戦では楽天主催試合のビジターチームとして使用した。

### 四国

#### 徳島県
- 徳島県営蔵本球場（現：むつみスタジアム）（1954年）

#### 香川県
- 丸亀市立城内球場（1950年）
- 高松市立中央球場（1953年、1954年）

#### 愛媛県
- 松山市営球場（1950年、1952年 - 1954年、1956年、1967年、1968年）
- 松山中央公園野球場（坊っちゃんスタジアム）（2000年 - 2002年［雨天中止］、2004年）　2000年と2004年は2試合開催、2000年はかつ、こけら落とし
  - 広島市民球場での動員数が伸び悩んでいた頃は「松山を二軍本拠地に」といった意見もあった。[2]
  - 同球場ではヤクルトが秋季キャンプで使用しているため、現在はヤクルトが定期的に公式戦を開催しており、広島戦が組まれる年もある（巨人対広島=2008年1試合（他に2005年にオープン戦で1試合）。ヤクルト対広島=2005年、2009年、2011年、2012年、2015年に2試合ずつ。阪神対広島=2006年、2012年に2試合ずつ（他に2001年、2003年、2005年にオープン戦でそれぞれ1試合ずつ）。

#### 高知県
- 高知市野球場（1953年、1955年）

### 九州

#### 福岡県
- 平和台野球場（1950年）
- 北九州市営小倉球場（1983年）

#### 佐賀県
- 佐賀県立森林公園野球場（みどりの森県営球場）（1999年［1試合雨天中止］、2001年、2003年［1試合雨天中止］）2試合開催、こけら落とし

#### 熊本県
- 熊本市水前寺野球場（1952年）
- 藤崎台県営野球場（現：リブワーク藤崎台球場）（1982年）

#### 大分県
- 新大分球場（現：別大興産スタジアム）（1981年 - 1986年）

#### 鹿児島県
- 鴨池市民球場（1952年）
- 鹿児島県立鴨池野球場 （現：平和リース球場）（2000年［1試合雨天中止］）2試合開催

## 二軍

### 歴代本拠地
- 呉市二河野球場（1954年 - 1979年?）
- みろくの里神勝寺球場（1980年? - 1995年）
- 広島東洋カープ由宇練習場（1996年 - 現在）

### 地方開催

#### 中国地方
- 愛宕スポーツコンプレックス野球場（絆スタジアム）[3][4]
- 佐伯総合スポーツ公園野球場
- 三原市民球場
- 周南市野球場（津田恒実メモリアルスタジアム）
- 石見スタジアム
- 豊平総合運動公園（どんぐりスタジアム）

#### その他
- 弘前市運動公園野球場（はるか夢球場）（2021年にファーム交流戦としてヤクルト戦が実施予定だったが新型コロナウイルスの感染拡大に伴い中止[5]）